# Louis Chicot
Pour les articles homonymes, voir Chicot.
Louis Chicot, né le 22 août 1827 à Mâcon et mort le 20 septembre 1896 à Arcueil, est un sculpteur français.

## Biographie
Fils d'un horloger d'origine roannaise, Louis Chicot entre en 1849 au ministère des Affaires étrangères où il fera carrière au sein de l'administration centrale jusqu'en 1887. C'est à ce titre qu'il sera nommé en juillet 1885 au grade de chevalier dans l'ordre national de la Légion d'honneur.
Parallèlement à ses fonctions de courrier au cabinet du ministre, il se forme à la sculpture et exécute de nombreux bustes qu'il expose de 1876 à 1890 au Salon de la Société des artistes français dont il était devenu le sociétaire.
Mort à l'âge de 69 ans à son domicile d'Arcueil où il s'était retiré, Louis Chicot était veuf depuis mars 1873 d'Henriette Pitre, une modiste qu'il avait épousé à Mâcon vingt ans auparavant. Ils reposent au cimetière du Montparnasse (10e division).

## Distinction
- Chevalier de la Légion d'Honneur au titre du ministère des Affaires étrangères (décret du 7 juillet 1885). Parrain : Jules Herbette, diplomate, alors directeur de cabinet de Charles de Freycinet[9].

## Œuvres exposées auSalon des artistes français
Salon de 1876Portrait de Mlle A. H***, buste en terre cuite (n° 3144)
Salon de 1877Portrait de M. A. Villefort, buste en terre cuite (n° 3656)
Salon de 1878Portrait de Mme M. T***, buste en plâtre (n° 4128)
Salon de 1879Portrait de Mme M. V***, buste en plâtre (n° 4891)
Salon de 1880Portrait de M. H***, buste en plâtre (n° 6194)
Portrait de M. J. H***, ministre plénipotentiaire, buste en plâtre (n° 6195)
Salon de 1881Portrait de M. H***, buste en plâtre (n° 3735)
Portrait de Mme B***, buste en plâtre (n° 3736)
Salon de 1882Portrait de Mme B***, buste en marbre (n° 4218)
Portrait de M. K***, buste en bronze (n° 4219)
Salon de 1883Portrait de Mlle M***, buste en plâtre (n° 3463)
Portrait du petit C***, buste en plâtre (n° 3464)
Salon de 1884Portrait de M. C***, buste en marbre (n° 3376) et Portrait de Gaston, buste en plâtre (n° 3377)
Salon de 1885Tête d'enfant, buste en bronze (n° 3484)
Salon de 1886Portrait d'enfant, buste en bronze (n° 3665)
Salon de 1887Portrait de M. J. B***, buste en plâtre (n° 3774)
Portrait de M. T. B***, médaillon en bronze (n° 3775)
Salon de 1888Portrait de Mme ***, buste en plâtre (n° 3924)
Salon de 1889Portrait de M. Pierre Laffitte, buste en plâtre (n° 4177)
Salon de 1890Tête d'enfant, buste en bronze (n° 3672)
Mlle Jeanne Lagelouze, buste en plâtre (n° 3673).

## Œuvres présentes dans les collections publiques
- Villeroy, ministre de Henri IV, buste en plâtre, achat par commande à l'artiste en 1890. En dépôt au ministère des Affaires étrangères depuis janvier 1896. Collection du Centre national des arts plastiques.
- Villeroy, ministre de Henri IV, buste en marbre, achat par commande à l'artiste en 1890 d'après le modèle en plâtre précédent. En dépôt à la préfecture du Rhône depuis juillet 1893. Collection du Centre national des arts plastiques.